# آنا ليزبيث كريستينا
آنا ليزبيث كريستينا بالم، (14 مارس 1931 - 18 أكتوبر 2018)، كانت طبيبة نفسية سويدية للأطفال، رئيسة اليونيسف وزوجة رئيس الوزراء السويدي أولوف بالم، حتى اغتياله في عام 1986.